# Tintín y el Arte-Alfa
Tintín y el Arte-Alfa (Tintin et l'Alph-Art) es el que habría sido el vigésimo cuarto y último álbum de la serie de aventuras de Tintín. Hergé trabajó en él hasta su fallecimiento, y el álbum fue publicado en forma póstuma (a pesar de no estar completo) en 1986 por Casterman, en asociación con La Fondation Hergé. En 2004, se publicó una nueva edición con más agregados.
Al igual que Stock de coque, Tintín y el Arte-Alfa cuenta con un gran número de personajes aparecidos en otros álbumes: Mohammed Ben Kalish Ezab y Abdallah (Tintín en el país del oro negro), Serafín Latón (El asunto Tornasol, Stock de coque, Las joyas de la Castafiore, Vuelo 714 para Sídney, Tintín y los Pícaros), Ivan Ivanovitch Sakharine (El secreto del Unicornio, El tesoro de Rackham el Rojo), el Fakir Ragdalam (Las siete bolas de cristal), W.R. Gibbons (El loto azul) y el Sr. Chicklet (La oreja rota). En la versión de Yves Rodier, además de estos personajes, aparecen: Rastapopoulos (Los cigarros del faraón, El loto azul, Stock de coque, Vuelo 714 para Sídney), Allan Thompson (Los cigarros del faraón, El cangrejo de las pinzas de oro, Stock de coque, Vuelo 714 para Sídney), Mik Ezdanitoff (Vuelo 714 para Sídney), el Yeti (Tintín en el Tíbet) y se menciona al personaje Laszlo Carreidas (Vuelo 714 para Sídney), pero no aparece.

## Trayectoria editorial
En el momento del fallecimiento de Hergé, el 3 de marzo de 1983, Tintín y el Arte-Alfa no era más que un esbozo: tres planchas dibujadas a lápiz, cuarenta y dos en estado de bocetos, y algunos escritos adicionales con parte del guion de la nueva aventura. Se planteó entonces qué hacer con los elementos con que se contaba, mencionándose la posibilidad de la terminación del álbum por parte de los colaboradores de Hergé. No obstante, dado el estado muy preliminar de la obra (por ejemplo, no había un final para la misma), ello se descartó porque los aportes externos hubieran sido demasiado importantes.
Fanny Remi, viuda del autor, decidió que el álbum se publicaría inacabado, tal como lo había dejado su pareja. La edición de 1986 consistió en dos bloques: uno con el recorte gráfico tal como lo dejó Hergé, y el otro con una transcripción de los diálogos similar a la de los textos teatrales.
La edición de 2004 presenta una forma completamente diferente, donde se mezclan las planchas del autor con transcripciones del diálogo, y se resaltan en forma gráfica algunos detalles de interés.

## Argumento (que explican los 42 bocetos)
El Capitán Haddock se despierta una mañana en el Castillo de Moulinsart con un sueño en que Bianca Castafiore vuelve a su domicilio, minutos después, se descubre que es un sueño premonitorio y La Castafiore les anuncia que llega a Moulinsart. El Capitán Haddock se va de paseo y se encuentra a la diva. Para evitarla, se esconde en un local de Arte Contemporáneo y conoce a un artista, Ramo Nash, y al director de la galería, el Señor Foucart, que quiere una cita con Tintín. La Castafiore también entra y le regala una H de Haddock. Al llegar al Castillo, todos le preguntan ¿Para qué sirve? Y harto contesta- Para nada. Es Arte-Alfa. Mientras, en la tele ven una entrevista con el Emir Mohammed Ben Kalish Ezab y Abdallah, que hace saltar un petardo en plena retransmisión, y el Emir habla que le gustaría tener Arte-Alfa en Wadesdah, capital del Khemed. Tras los programas, el Señor Foucart telefonea a Tintín y queda con él a las seis y media del día siguiente. Pero el Señor Foucart no llega y a día siguiente se anuncia su muerte, y el día anterior había muerto otro artista, entonces Tintín habla con una secretaria que había en el local, pero ella ni siquiera sabía que Foucart había quedado con el reportero. Tintín consulta con su mecánico, cuya teoría es que sufrió un desmayo. Pero al volver a Moulinsart un Mercedes negro le sigue e intenta atropellarle, aunque no lo consigue. Vuelve con todas sospecha en la secretaria pero declara su inocencia y le dice que no le dijo a nadie su conversación con él. Al volver a Moulinsart, ven en la tele ven un espectáculo de Endaddine Akass, (que en realidad era Rastapopoulos; como así se puede ver en los bocetos del propio Hergé para el cómic El Arte Alfa) y ven al Señor Sakarine (conocido en El secreto del Unicornio). Tintín intenta desenmascarar a los culpables, pero le atacan y acaba en el hospital. Tras curarse, decide ir a una isla cerca de Nápoles, donde se aloja La Castafiore. Al llegar, se encuentran con viejos conocidos, R.W. Gibbons (El Loto Azul) y el Señor Chiklet (La oreja rota). Tras dormir una noche, Tintín se despierta, sin rastro de Haddock, ni del Profesor Tornasol, ni de La Castafiore y es secuestrado por Rastapopoulos, que le apunta con una pistola. Lo demás se quedó en blanco tras el fallecimiento de Hergé.

## Tintín y el Arte-Alfa, versión acabada porYves Rodier
El primer pastiche de Tintín realizado por Rodier consistió en completar el último álbum de la serie, Tintín y el Arte-Alfa, que había quedado inconcluso a la muerte de Hergé. En 1986 Rodier dibujó la historieta en blanco y negro, y la presentó a la editorial Moulinsart, que posee los derechos sobre la serie de Tintín, con la intención de que le permitieran publicarla como álbum oficial del personaje. Moulinsart rehusó. En 1991, Rodier conoció a Bob de Moor, quien le apoyó en su intento de dar forma definitiva al álbum. No obstante, su petición fue de nuevo rehusada, y Bob de Moor falleció en 1992. Más adelante, Rodier volvió a dibujar ciertas partes de la historia para acercarla más al estilo de Hergé. La versión acabada fue publicada posteriormente de forma no autorizada. En cualquier caso, este trabajo sirvió como lanzamiento de la posterior carrera del artista canadiense.